# Ренді Квейд
Ренді Квейд (англ. Randy Quaid; 1 жовтня 1950, Х'юстон, Техас, США) — американський кіноактор. Старший брат актора Деніса Куейда.

## Біографія
Освіту здобув у Г'юстонському університеті за спеціальністю драматичне мистецтво. У кіно почав зніматися, ще будучи студентом, дебютувавши у фільмі Пітера Богдановича «Останній кіносеанс» (1971). Це була перша з декількох ролей, які Квейд зіграв у режисера Богдановича. Ренді Квейд відомий як талановитий різносторонній кіно- і театральний актор. За роль в «Останньому вбранні» («Останні деталі») (1973) актор висувався на «Оскар», а за виконання ролі Ліндона Джонсона в телефільмі «Ліндон Б. Джонсон: ранні роки» (1987) він став лауреатом «Золотого глобуса». За свою більш ніж 30-річну кінокар'єру Ренді з'явився в більш ніж 90 кінофільмах.

## Фільмографія (вибіркова)
- 1971 — Останній кіносеанс / The Last Picture Show
- 1973 — Останній наряд / The Last Detail
- 1973 — Паперовий місяць / Paper Moon
- 1976 — На шляху до слави / Bound for Glory
- 1976 — Закрути Міссурі / The Missouri Breaks
- 1980 — Гаянська трагедія: Історія Джима Джонса / Guyana Tragedy: The Story of Jim Jones
- 1980 — Ті, що скачуть здалеку / The Long Riders
- 1983 — Канікули / National Lampoon's Vacation
- 1985 — Чого дурні закохуються / Fool for Love
- 1986 — Дух помсти / The Wraith
- 1987 — Нічия земля / No Man's Land
- 1988 — Гольф-клуб 2 / Caddyshack II
- 1989 — Батьки / Parents
- 1989 — Різдвяні канікули / National Lampoon's Christmas Vacation
- 1990 — Дні грому / Days of Thunder
- 1990 — Швидкі зміни / Quick Change
- 1992 — Франкенштейн / Frankenstein
- 1994 — Газета / The Paper
- 1996 — День незалежності / Independence Day
- 1996 — Останній танець / Last Dance
- 1996 — Королі боулінгу / Kingpin
- 1997 — Канікули у Вегасі / Vegas Vacation
- 1998 — Злива / Hard Rain
- 1999 — Чистилище / Purgatory
- 2001 — Недитяче кіно / Not Another Teen Movie
- 2002 — Пригоди Плуто Неша / The Adventures of Pluto Nash
- 2004 — Категорія 6: День руйнування / Category 6: Day of Destruction
- 2004 — Не бий копитом / Home on the Range
- 2005 — Горбата гора / Brokeback Mountain
- 2005 — Елвіс / Elvis
- 2005 — Крижаний врожай / The Ice Harvest
- 2005 — Категорія 7: Кінець світу / Category 7: The End of the World
- 2006 — Привиди Гойї / Goya's Ghosts
- 2008 — Реальний час / Real Time
- 2009 — Гарі, тренер з тенісу / Balls Out: Gary the Tennis Coach